# Alif l'invisible
Alif l'invisible (titre original : Alif the Unseen)  est un roman de fantasy de l'auteure américaine G. Willow Wilson, paru en 2012 puis traduit en français et publié en 2013.

## Résumé
Alif est le pseudo de Mohamed qui conçoit des programmes de protection pour des clients dans un État oriental. Il rencontre Intisar sur le web puis dans la vraie vie. Mais le promis que le père de cette dernière lui réserve est l'homme que les hackers appellent la Main car il surveille l’activité de la population sur les réseaux.
Alif devra fuir les autorités qui l’ont déconnecté, ira en prison, s’évadera grâce à un prince riche. Il sera aidé par sa voisine Dina et le djinn Vikram capable de décrypter un livre contenant un savoir occulte. Une bataille dans les rues sur fond de révolution arrivera. Sur le réseau Alif créera un programme permettant de rétablir les connexions sans système de surveillance avec l’espoir d’une démocratie. Et le véritable amour vaincra.

## Personnages principaux
- Alif : pseudo de Mohamed, grey hat de 23 ans.
- Intisar : amoureuse d’Alif, promise par son père à la Main.
- Dina : voisine et amie d’enfance d’Alif.
- Main : responsable de la surveillance généralisée du réseau, promis d’Intisar.

## Thèmes abordés
Les aspirations à la liberté d’expression dans un État à surveillance généralisée, les brutalités du pouvoir mais aussi de la foule, les sentiments amoureux et les actions intrépides, voire irréfléchies, de la jeunesse forment les soubassements du récit au ton bienveillant envers les personnages. 

## Analyse et commentaire
Un critique considère que ce premier roman qui mélange les genres avec « cette opposition entre héritage magique des traditions et geek attitude va procurer de beaux échanges de points de vue entre les différents protagonistes » .

## Distinctions
Le roman a obtenu le prix World Fantasy du meilleur roman 2013.